# Hieke van der Werff
Hieke van der Werff (Utrecht, 30 oktober 1951) is een Nederlandse schrijfster van voornamelijk kinder- en jeugdboeken.

## Biografie
Hieke van der Werff is geboren en getogen in Utrecht, maar woont inmiddels al zo'n 30 jaar in Groningen.
Na het gymnasium te hebben afgerond, heeft ze jarenlang bij verschillende kindertehuizen en kinderdagverblijven gewerkt. In 1984 kreeg ze een dochter en een paar jaar daarna besloot ze het volwassenenonderwijs in te gaan. Sinds 1999 is ze werkzaam als kinderboekenschrijfster en er zijn al meer dan tien boeken van haar gepubliceerd. Haar eerste boek inspireerde haar er ook toe een eigen onderneming te beginnen om zogenaamde "schatkasten" op de markt te brengen.
Tegenwoordig biedt ze geen schatkasten meer aan, maar stimuleert en helpt ze volwassenen om vaker en beter aan kinderen voor te lezen (zie: https://web.archive.org/web/20120314092958/http://www.voorlezendoetgoed.nl/). Uiteraard schrijft ze ook nog steeds boeken.

## Dompleinwedstrijd
In 2009 deed Hieke van der Werff mee aan een verhalenwedstrijd georganiseerd door het Utrechtse Dompleincomité. Dankzij een verhaal over haar moeder die in de Tweede Wereldoorlog een nacht in de Domkerk zat opgesloten, won zij de wedstrijd. De prijs was 1 vierkante meter Domplein, die zij in februari 2012 heeft gekregen. Hieke heeft gebaseerd op diezelfde herinnering ook het boek Een nacht in de Domkerk geschreven.

## Boeken
- Schatkasten
- Woest
- www.hellupme.nl
- Devil
- Ondergedoken
- Ik kleur mijn wereld blauw vandaag
- Jelle & Minke
- Jelle & Minke - Op bezoek bij de buren
- Help, een mug!
- Een nacht in de Domkerk
- Het grote overblijfboek
- Het boekenbos